# Éducation pour la santé
L'éducation pour la santé est le processus par lequel les personnes ou les groupes de personnes apprennent les facteurs favorisants de la promotion, l'entretien ou la restauration de la santé.
L'OMS, en 1998, déclarait : « L'éducation pour la santé comprend la création délibérée de possibilités d'apprendre grâce à une forme de communication visant à améliorer les compétences en matière de santé, ce qui comprend l'amélioration des connaissances et la transmission d'aptitudes utiles dans la vie, qui favorisent la santé des individus et des communautés ».
Cette définition comporte plusieurs éléments :
- L’aspect délibéré est important, il suppose des actions pro-actives vers les personnes qui en ont le plus besoin et qui sont souvent les « dernières » à faire appel.
- Il faut adapter la forme de la communication aux groupes visés.
- Il s’agit d’accroître la compétence en matière de santé, d’acquérir des réflexes de santé positifs, tant au niveau communautaire, cela doit devenir un domaine d’appropriation, qu’au niveau de l’individu qui acquiert une certaine maîtrise le concernant dans ce domaine.

## En France
Il y a en 2013 environ 2,5 millions de professionnels de santé, du social et de l'éducation en France qui contribuent collectivement à l'éducation pour la santé (formations initiales et continues), de l'enfance au 4e âge, en plus des écoles et des familles et des médias.
L'Institut national de prévention et d'éducation pour la santé (INPES) a publié un référentiel de compétences en éducation pour la santé (formation initiale et formation continue).